# Johannes-Matthias Hönscheid

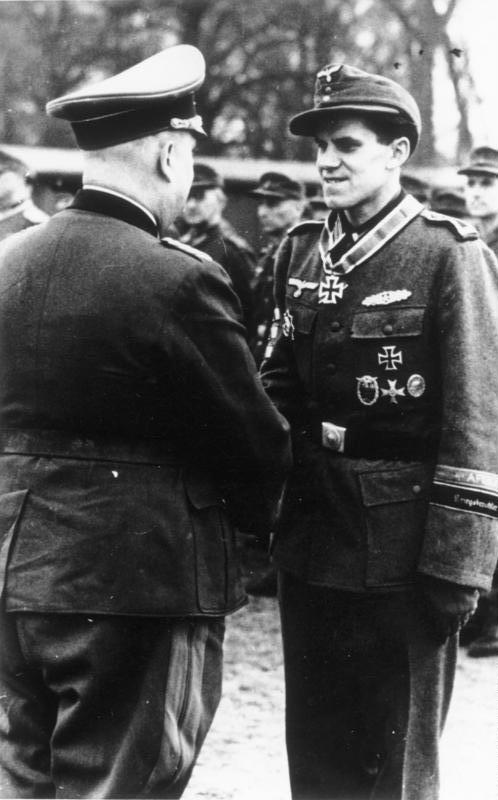
Hönscheid otrzymujący Krzyż Rycerski, 12 marca 1945

Johannes-Matthias Hönscheid (ur. 14 lipca 1922 w Eitorf, zm. 2 marca 2001 w Monachium) – niemiecki oficer Fallschirmjäger, łącznik Josepha Goebbelsa, członek Propagandakompanie.
Podczas bitwy o Monte Cassino zniszczył 7 wrogich czołgów. Został schwytany przez Brytyjczyków, natomiast udało mu się uciec. Podczas ucieczki został trzykrotnie ranny.

## Odznaczenia
- Krzyż Rycerski Krzyża Żelaznego (12 marca 1945)
- Złoty Krzyż Niemiecki (16 marca 1945)
- Krzyż Żelazny II i I Klasy (III Rzesza)
- Krzyż Zasługi Wojennej II i I Klasy
- Srebrna Odznaka za Rany
- Odznaka za Walkę Wręcz w Srebrze (Nahkampfspange in Silber)
- Odznaka za Zniszczenie Czołgu w Srebrze (Panzervernichtungsabzeichen in Silber) (dwukrotnie)
- Odznaka za Zniszczenie Czołgu w Złocie (Panzervernichtungsabzeichen in Gold)
- Odznaka Strzelca Spadochronowego Luftwaffe